# Джоунс (окръг, Северна Каролина)
Вижте пояснителната страница за други населени места с името Джоунс.
Окръг Джоунс (на английски: Jones County) е окръг в щата Северна Каролина, Съединени американски щати. Площта му е 1225 km², а населението – 9845 души (2016). Административен център е град Трентън.